# Polokwane Golf Club
De Polokwane Golf Club - voorheen de Pietersburg Golf Club - is een golfclub in Polokwane, Zuid-Afrika, en werd opgericht in 1863. Het is een 18-holes golfbaan met een par van 72.

## Golftoernooien
De golfclub ontving af en toe grote golftoernooien:
Als Pietersburg Golf Club
- Pietersburg Classic: 1997-2003

Als Polokwane Golf Club
- Limpopo Classic: 2004-2006
- Polokwane Classic: 2013

## Trivia
In 2003 werd de officiële naam van de gemeente gewijzigd van Pietersburg in Polokwane, maar voor de stad zelf is zo'n besluit niet genomen.